# Psiloderces longipalpis
Psiloderces longipalpis es una especie de arañas araneomorfas de la familia Ochyroceratidae.

## Distribución geográfica
Es endémica del norte de Célebes (Indonesia).